# USTA Challenger of Oklahoma 2009
Lo USTA Challenger of Oklahoma 2009 è un torneo professionistico di tennis maschile giocato sul cemento, che faceva parte dell'ATP Challenger Tour 2009. Si è giocato a Tulsa negli USA dal 14 al 20 settembre 2009.

## Partecipanti

### Teste di serie
| Nazionalità | Giocatore      | Ranking* | Testa di serie |
| ----------- | -------------- | -------- | -------------- |
| Stati Uniti | Wayne Odesnik  | 86       | 1              |
| Stati Uniti | Rajeev Ram     | 114      | 2              |
| Stati Uniti | Brendan Evans  | 121      | 3              |
| Stati Uniti | Vince Spadea   | 130      | 4              |
| Stati Uniti | Jesse Levine   | 135      | 5              |
| Stati Uniti | Ryan Sweeting  | 141      | 6              |
| Stati Uniti | Taylor Dent    | 195      | 7              |
| Stati Uniti | Alex Kuznetsov | 212      | 8              |

- Ranking al 31 agosto 2009.

### Altri partecipanti
Giocatori che hanno ricevuto una wild card:
- Taylor Dent
- Austin Krajicek
- David Martin
- Blake Strode

Giocatori passati dalle qualificazioni:
- Arnau Brugués-Davi
- Andrei Dăescu
- Daniel Garza
- Oleksandr Nedovjesov

## Campioni

### Singolare
Taylor Dent ha battuto in finale  Wayne Odesnik con il punteggio di 7–6(9), 7–6(4)

### Doppio
David Martin /  Rajeev Ram hanno battuto in finale  Phillip Stephens /  Ashley Watling con il punteggio di 6–2, 6–2